# U-Bahnhof Lübecker Straße

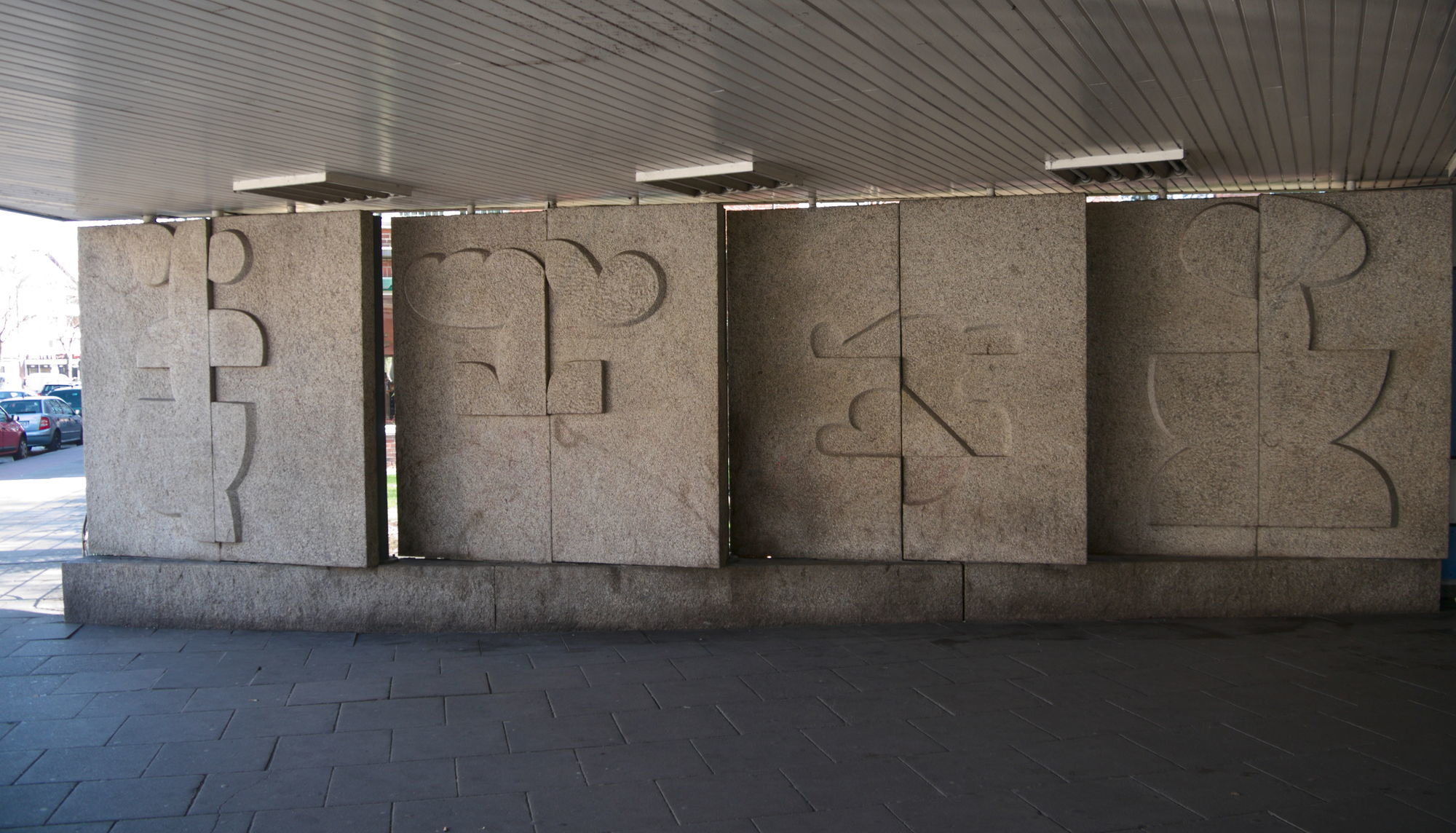
Granitreliefs von Hans Kock im U-Bahnhof Lübecker-Straße

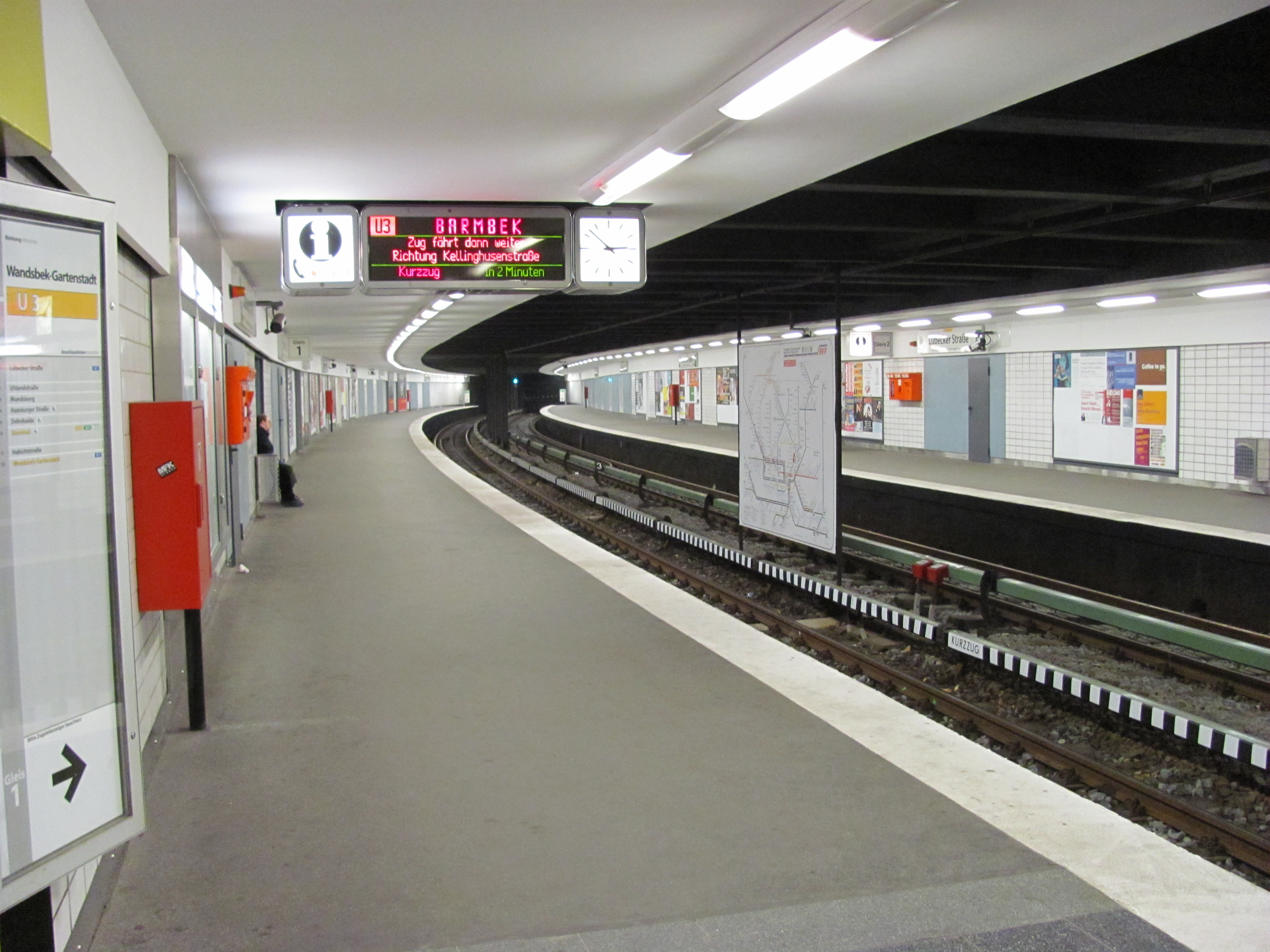
Bahnsteig der U3 auf der −1-Ebene

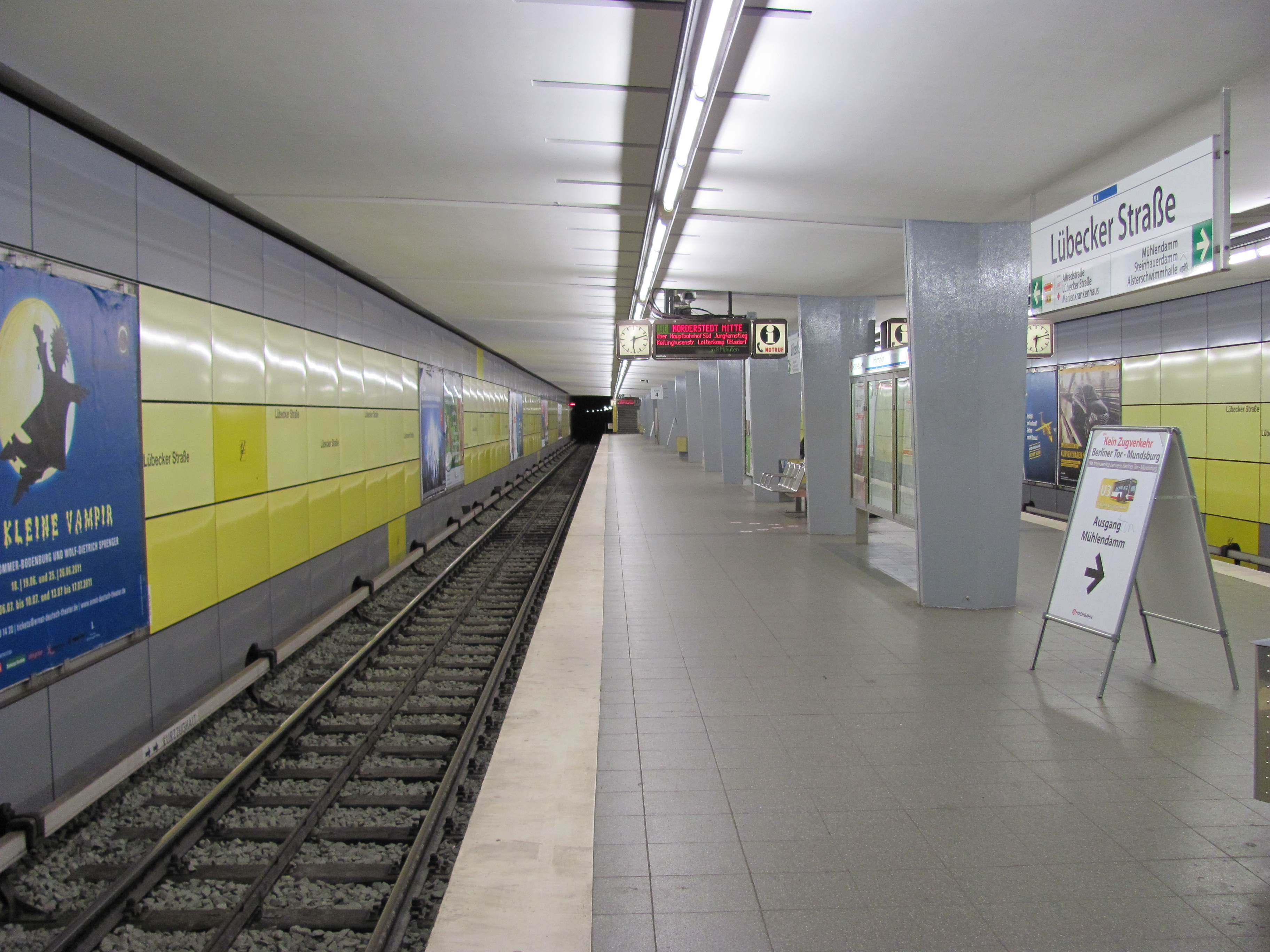
Bahnsteig der U1 auf der −2-Ebene

Der U-Bahnhof Lübecker Straße ist ein Knotenpunkt der Hamburger U-Bahn im Stadtteil Hohenfelde, an dem Züge der U1 und der U3 halten. Das Kürzel der Station bei der Betreiber-Gesellschaft Hamburger Hochbahn lautet „LU“. Der U-Bahnhof hat täglich 30.332 Ein- und Aussteiger (Mo–Fr, 2019).

## Aufbau
Die Haltestelle ist ein Knotenpunkt zwischen den Linien U1 und U3. Die beiden Strecken verfügen jeweils über einen eigenen Bahnhofsteil: In der ersten Tiefebene befinden sich die beiden Seitenbahnsteige der U3 (Gleise 1 und 2). Der einzige Zugang für Fahrgäste liegt am Nordende zur Lübecker Straße hin. Westlich davon befindet sich im Winkel von knapp 70 Grad zur U3-Strecke der Mittelbahnsteig der U1 (mit den Gleisen 3 und 4) in der zweiten Tiefebene. Beide Bahnsteige sind durch einen Gang miteinander verbunden, der auf der −1-Ebene liegt. Vom U3-Bahnsteig Richtung Barmbek zum U1-Bahnsteig führt der Weg daher zunächst durch das Zugangsgebäude oberhalb des nördlichen U3-Bahnsteig-Endes, über das auch die Ostseite des U1-Bahnsteigs erreicht wird.
Der Bahnsteig der U1 verfügt an seinem Westende über ein weiteres Verteilergeschoss, das zu den Ausgängen an der Straßenkreuzung Lübecker Straße / Mühlendamm / Steinhauerdamm führt.
Alle Bahnsteige sind mindestens 120 Meter lang und dadurch für den Betrieb mit 8- bzw. 9-Wagen-Zügen geeignet.
Die Station Lübecker Straße liegt etwa 800 Meter von den Nachbarhaltestellen Wartenau (U1) und Berliner Tor (U3) entfernt, bis zur nördlich gelegenen Haltestelle Uhlandstraße der U3 sind es knapp 600 Meter und die Entfernung zur westlich gelegenen Haltestelle Lohmühlenstraße (U1) beträgt circa 650 Meter.
Das Bahnhofsgebäude, das durch den Neubau der U1 notwendig wurde, wurde nach Entwürfen von Horst Sandtmann und Friedhelm Grundmann 1958–1960 errichtet. Es hat einen fünfeckigen Grundriss, über dem sich eine flache Betonschale aufwölbt. Die Schalenkonstruktion von Stefan Polónyi wird nur von den Pfeilern an den Ecken getragen. Zur Lübecker Straße hin wurde ein kleines Vordach mit vier Betonreliefs nach Entwürfen von Hans Kock einbezogen. Die weiteren Zuwegungen zur U1 wurden ebenfalls von Sandtmann entworfen.

## Übergang zu anderen Verkehrsmitteln
Am U-Bahnhof Lübecker Straße gibt es einen Übergang zur MetroBus-Linie 16 (Rahlstedt – Farmsen – Dulsberg – Eilbek – Hauptbahnhof – St. Pauli – Altona – Bahrenfeld – Elbe-Einkaufszentrum / – Osdorfer Born – Schenefelder Platz) und zum Quartiersbus 530 (Lübecker Straße – Hamm – Rothenburgsort – Moorfleet – Mittlerer Landweg).
Montags bis freitags hält hier zudem als Ersatz für die U1 die Nachtbuslinie 608 (St. Pauli – Rathausmarkt – Wandsbek – Rahlstedt).
Neben dem Bahnhofsgebäude befindet sich eine Station von StadtRAD Hamburg.

## Geschichte

Empfangsgebäude 1912, Entwurf: Raabe & Wöhlecke

Blick auf die damals noch offenen Bahnsteige

Die Haltestelle an der Lübecker Straße wurde bereits im März 1912 im Rahmen der ersten Hamburger U-Bahn-Strecke, der Ringlinie (heute U3), eröffnet. Der Entwurf stammte von Raabe & Wöhlecke; damals waren Teile der Strecke an der Haltestelle noch offen in einem Einschnitt. Nach dem Zweiten Weltkrieg wurden die Seitenbahnsteige und Strecke vollständig „überdacht“ und liegen seitdem im Tunnel.
Ab 1959 wurde hier der Tunnel der heutigen U1 im Verlauf der Lübecker Straße vom Hauptbahnhof Richtung Wandsbek gebaut. Dazu wurden die auf der Lübecker Straße verkehrenden Straßenbahnlinien in die südlich davon verlaufende Angerstraße verlegt. Am 2. Juli 1961 konnte der U-Bahn-Betrieb auf der neuen Strecke bis zur Lübecker Straße aufgenommen werden. Schon am 1. Oktober 1961 konnte der Betrieb bis zur nächsten Station Wartenau verlängert werden, hier konnten die Züge in einer Kehranlage gekehrt werden. Die Station Lübecker Straße (U1) verfügt nur über einen einfachen Gleiswechsel.
Bis 2009 wurde der Streckenabschnitt Berliner Tor–Barmbek der Ringlinie von der Linie U2 befahren.
Seit Frühjahr 2019 sind die Bahnsteige der U3 barrierefrei zu erreichen, seit dem 19. Dezember 2019 auch der Bahnsteig der U1. Dazu wurden Fahrstühle eingebaut sowie Orientierungshilfen für Sehbehinderte.
| Linie | Verlauf |
| ----- | --- |
| U 1   | Norderstedt Mitte – Richtweg – Garstedt – Ochsenzoll – Kiwittsmoor – Langenhorn Nord – Langenhorn Markt – Fuhlsbüttel Nord – Fuhlsbüttel – Klein Borstel – Ohlsdorf – Sengelmannstraße (City Nord) – Alsterdorf – Lattenkamp (Sporthalle) – Hudtwalckerstraße – Kellinghusenstraße – Klosterstern – Hallerstraße – Stephansplatz (Oper/CCH) – Jungfernstieg – Meßberg – Steinstraße – Hauptbahnhof Süd – Lohmühlenstraße – Lübecker Straße – Wartenau – Ritterstraße – Wandsbeker Chaussee – Wandsbek Markt – Straßburger Straße – Alter Teichweg – Wandsbek-Gartenstadt – Trabrennbahn – Farmsen – Oldenfelde – Berne – Meiendorfer Weg – Volksdorf / Streckenast Ohlstedt – Buckhorn – Hoisbüttel – Ohlstedt \ Streckenast Großhansdorf – Buchenkamp – Ahrensburg West – Ahrensburg Ost – Schmalenbeck – Kiekut – Großhansdorf |
| U 3   | Barmbek – Saarlandstraße – Borgweg (Stadtpark) – Sierichstraße – Kellinghusenstraße – Eppendorfer Baum – Hoheluftbrücke – Schlump – Sternschanze – Feldstraße (Heiligengeistfeld) – St. Pauli – Landungsbrücken – Baumwall (Elbphilharmonie) – Rödingsmarkt – Rathaus – Mönckebergstraße – Hauptbahnhof Süd – Berliner Tor – Lübecker Straße – Uhlandstraße – Mundsburg – Hamburger Straße – Dehnhaide – Barmbek – (in Planung Fuhlsbüttler Straße –) Habichtstraße – Wandsbek-Gartenstadt |